# Lijst van schaatstypen
Deze lijst van schaatstypen geeft een overzicht van verschillende soorten schaatsen.

## Kinderschaatsen
- Botjes
- Easygliders
- Glij-ijzertjes

## Kunstschaatsen
- Kunstschaats

## Langebaanschaatsen
- Friese doorloper
  - Wichers-de Salis schaats
- Hollandse schaats
  - Linschoter schaats
  - Bergambachtse schaats
  - Breinermoorse schaatsen of Brennemoorse schaats
- Noor
  - Houten Noren
- Fen runners of Whittlesey runners
- Stheemann-schaats
- Klapschaats
  - Carve-schaats
  - 3D-schaats
  - Dubbele klapschaats
  - Rotraxschaats
- Warmteschaats
- Wisselschaats
  - Olieschaats

## Zwierschaatsen
- Heulenaar
- Klemschaats
- Sleutelschaatsen

## Overige typen
- Glissen (verkeerde link)
- Zwaantjesschaats